# Dinastia normanda
La Dinastia Normanda és el nom amb què es coneix la nissaga de monarques que regnà a Anglaterra després de la conquesta normanda (1066) i fins a l'arribada al poder de la Dinastia Plantagenet el 1154.

## Història
La dinastia fou fundada pel duc de Normandia Guillem I el Conqueridor, que liderà els exèrcits normands a la batalla de Hastings, en la qual morí l'últim rei saxó, Harold II. Guillem va substituir la noblesa anglosaxona per senyors continentals, introduint el feudalisme a Gran Bretanya però mantenint la dispersió de les terres. La seva tasca d'organització va consolidar la corona i va estendre el seu poder.
A la seva mort, Guillem va repartir els seus regnes entre els seus dos fills. L'hereu Robert rebé el Ducat de Normandia, mentre que Guillem II el Roig heretà Anglaterra. A la mort d'aquest en un accident de caça, Anglaterra passà a Enric Beauclerc, un altre fill de Guillem I.
El testament d'Enric Beauclerc, que morí sense descendència masculina, nomenaven a la seva filla Matilde com a hereva. Matilde, però, era rebutjada per la noblesa per la seva condició de dona i per estar casada amb Jofré V d'Anjou, enemic dels normands. Fou escollit Esteve de Blois, que era net de Guillem el Conqueridor.
L'any 1139 Matilde va aconseguir reunir prou suport per oposar-se a Esteve i s'inicià una guerra civil, que d'entrada fou favorable a Matilde. L'any 1141 va arribar a capturar Esteve i deposar-lo, però al cap de pocs mesos va perdre suports, Esteve va ser alliberat, i es va veure obligada a refugiar-se a Normandia.
Amb la mort d'Esteve l'any 1154 s'extingí la branca masculina de la dinastia Normanda. El tron d'Anglaterra passaria a la línia dels Plantagenet en la persona d'Enric II, fill de Matilde.

## Reis de la dinastia normanda
| Rei | Retrat                                                                        | Naixement                                                                              | Núpcies | Mort |
| --- | ----------------------------------------------------------------------------- | -------------------------------------------------------------------------------------- | --- | --- |
| Guillem I el Conqueridor/el Bastard (Guillaume le Conquérant/le Bâtard) (William the Conqueror/the Bastard) 1066-1087 | Guillem el Conqueridor representat a la Batalla de Hastings, del Tapís Bayeux | vers 1028 Castell Falaise, fill il·legítim de Robert I de Normandia i Herleva          | Matilde de Flandes, Capella de Notre Dame del Castell a Eu, Normandia 1053 deu fills                                                                         | 9 de setembre de 1087, Rouen, als 59 anys. Enterrat a l'Abadia de Saint Etienne (Abadia dels Homes) de Caen        |
| Guillem II Rufus/el Roig (Guillaume le Roux) (William Rufus/the Red) 1087-1100                                        | Guillem Rufus representat al Manuscrit Stowe                                  | vers 1060 Normandia fill de Guillem el Conqueridor i Matilde de Flandes                | solter | 2 d'agost de 1100 New Forest als 40 anys                                                                           |
| Enric I (Henri Beauclerc) (Henry I) 1100-1135                                                                         | Enric I                                                                       | Setembre de 1068 Selby fill de Guillem el Conqueridor i Matilde de Flandes             | (1) Edith d'Escòcia Abadia de Westminster 11 de novembre de 1100 quatre fills (2) Adela de Louvain Castell de Windsor 29 de gener de 1121 sense descendència | 1 de desembre de 1135 Castell de Lyons-la-Forêt (Saint-Denis-en-Lyons) als 67 anys. Enterrat a l'abadia de Reading |
| Esteve (Étienne de Blois) (Stephen I) 1135-1154                                                                       | Esteve                                                                        | vers 1096 Blois fill de Esteve de Blois i Adela de Blois                               | Matilde de Bolonya Westminster 1125 cinc fills | 25 d'octubre de 1154 Castell de Dover Als 58 anys aprox.                                                           |
| Matilde (Mathilde o Mahaut l'emperesse) (Empress Matilda o Maud) 7 d'abril-1 de novembre 1141                         | Matilde                                                                       | 7 de febrer de 1102 Sutton Courtenay única filla legítima d'Enric I i Edith d'Escòcia. | (1) Enric V del Sacre Imperi Magúncia 6 de gener de 1114 sense descendència (2) Jofré V d'Anjou Catedral de Le Mans 22 de maig de 1128 quatre fills          | 10 de setembre de 1167 Notre Dame du Pré a Rouen als 65 anys                                                       |